# Hagia Sophia (Trabzon)
De Hagia Sophia of Aya Sophia (Turks: Aya sofya, Grieks: Ἁγία Σοφία; betekenis: Heilige Wijsheid) is een voormalige kerk en museum en sinds 2020 een moskee. De grootste bezienswaardigheid van Trabzon ligt enigszins buiten het centrum van de stad en betreft een van de weinige Byzantijnse monumenten in de regio dat de geschiedenis heeft weten te overleven. Het voormalige kerkgebouw gaat terug naar de 13e eeuw toen de stad Trabzon de hoofdstad was van het Grieks-Byzantijnse Keizerrijk Trebizonde en wordt omschreven als een van de mooiste voorbeelden van Byzantijnse architectuur.

## Geschiedenis
De Hagia Sophia werd in de jaren 1238-1263 tijdens de regering van Manuel I in het toenmalige Trebizonde gebouwd. Het was vermoedelijk onderdeel van een naastgelegen klooster. Het heeft een vrijstaande klokkentoren, gebouwd in 1427 in opdracht van Genuese handelaren. Deze klokkentoren bevat vele fresco's en werd ook gebruikt om astronomische observaties te doen. Na de verovering van de stad op de byzantijnen door Mehmet II op 26 oktober 1461 ging de laatste Byzantijnse staat in Anatolië verloren. De Kerk van de Heilige Wijsheid werd echter niet direct tot moskee omgevormd, omdat hij buiten de stadsmuren lag. Pas ruim een eeuw later, in 1584, werd het gebouw in een moskee veranderd en verdwenen de fresco's die het interieur van het kerkgebouw sierden achter een laag witkalk.
Na de verovering van het gebied in het begin van de 20e eeuw door Rusland diende het gebouw tijdelijk als hospitaal en depot.
Sinds de afsluiting van de restauratiewerkzaamheden in 1964 is de Hagia Sophia kerk een museum (Turks: Ayasofya Müzesi). De fresco's die zijn bloot gelegd stammen allen uit de tijd van de bouw en zijn unieke voorbeelden van de Byzantijnse palaiologische renaissance. In de tuin van het museum worden oude vondsten en Ottomaanse grafstenen van deels bekende personen verzameld.
Sinds 2013 dient het gebouw als een moskee.

## Controverse

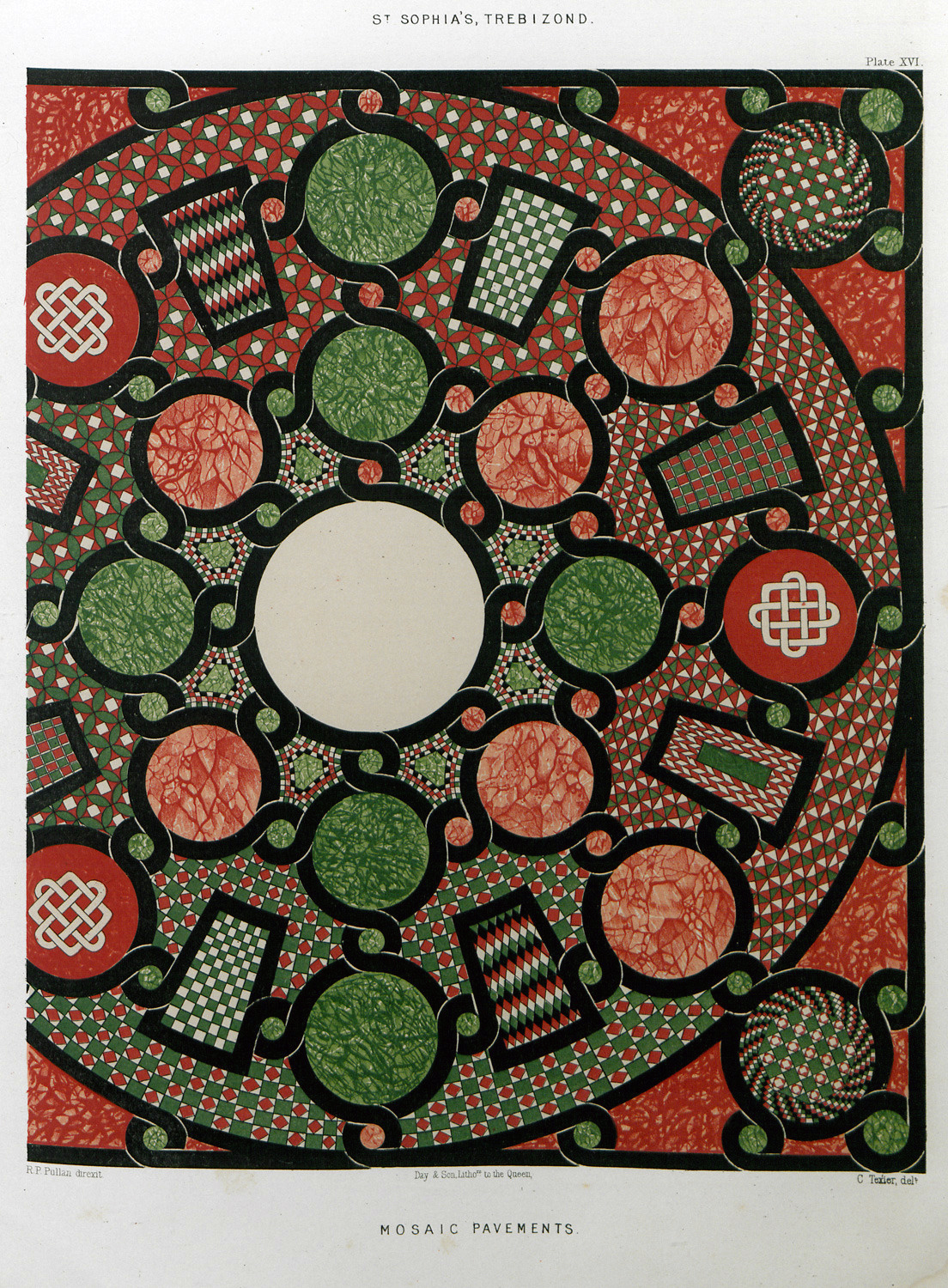
Vloermozaïek van opus sectile, afgebeeld door Charles Texier in 1864.

## Architectuur
De voormalige kerk is een belangrijk voorbeeld van laat-Byzantijnse architectuur. Het gebouw kenmerkt zich door een hoge centrale koepel die op vier door massieve zuilen gedragen bogen rust. Onder de koepel is de vloer bedekt met een veelkleurig mozaïek van opus sectile. Door de nadrukkelijk aanwezige portieken op het noorden en zuiden verkrijgt het gebouw de vorm van een kruis. De Hagia Sophia meet 22 meter lang, 11,6 meter breed en 12,7 meter hoog. Er is ten westen van de kerk een vrijstaande klokkentoren van 40 meter hoog. Deze klokkentoren werd gebouwd in 1427 en bevat eveneens fresco's. De fresco's beelden voor het grootste deel scènes uit het Nieuwe Testament uit en werden in de jaren 1958-1964 door deskundigen van de Universiteit van Edinburgh en de overheid gerestaureerd. De decoraties op de buitenmuren verwijzen naar plaatselijke tradities van Armeense en Georgische kerken.

## Afbeeldingen

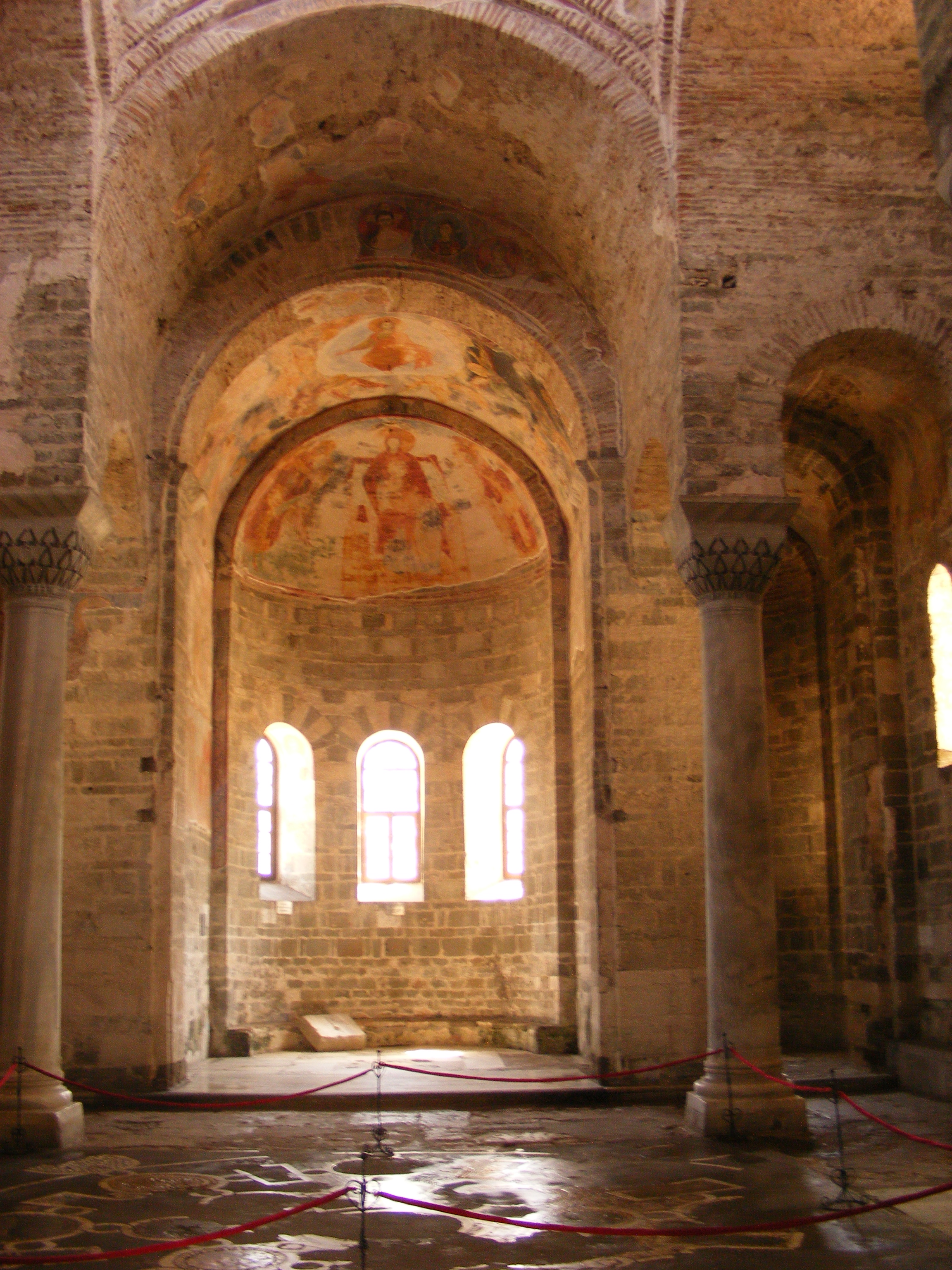
het koor
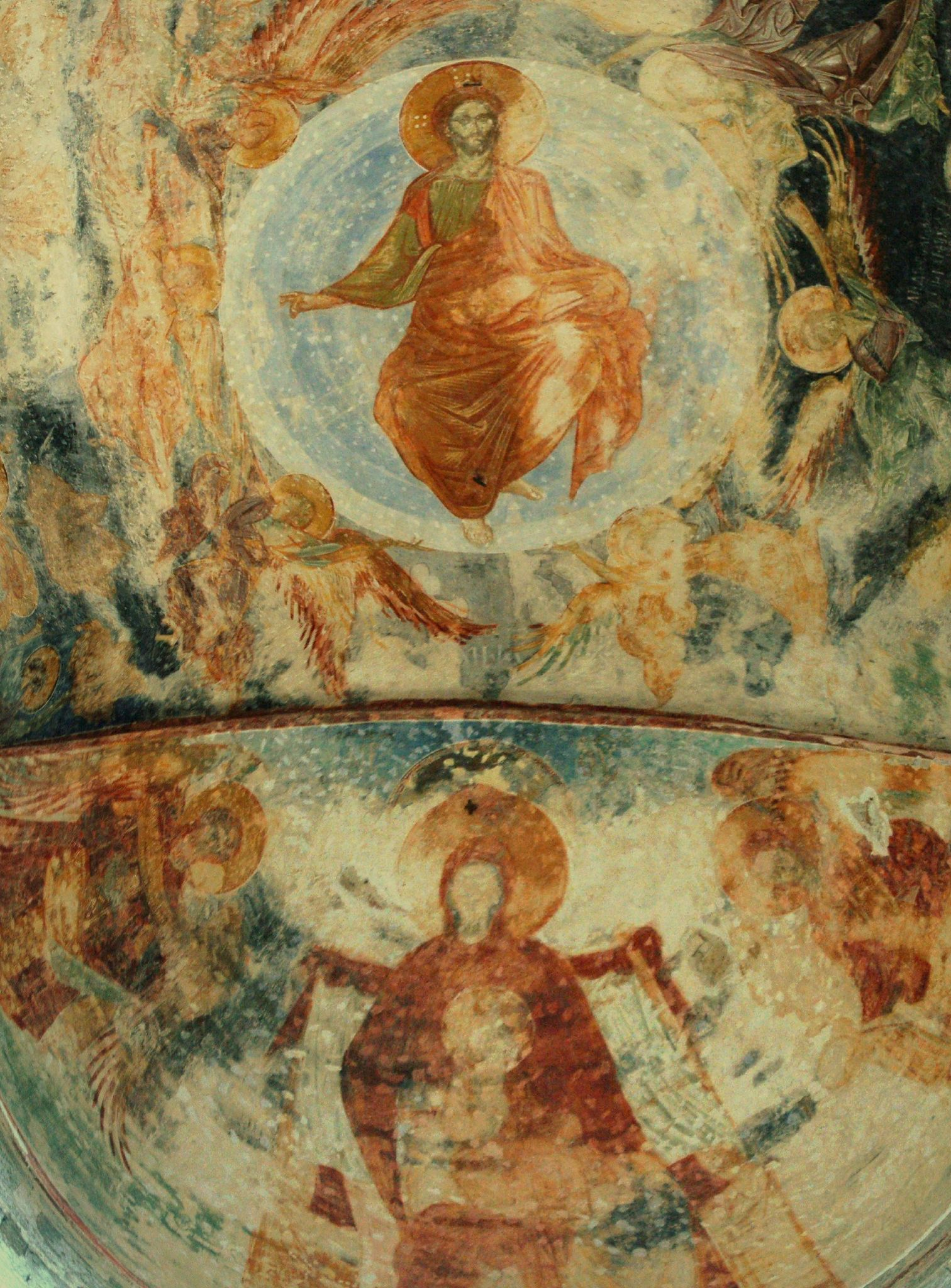
jezus
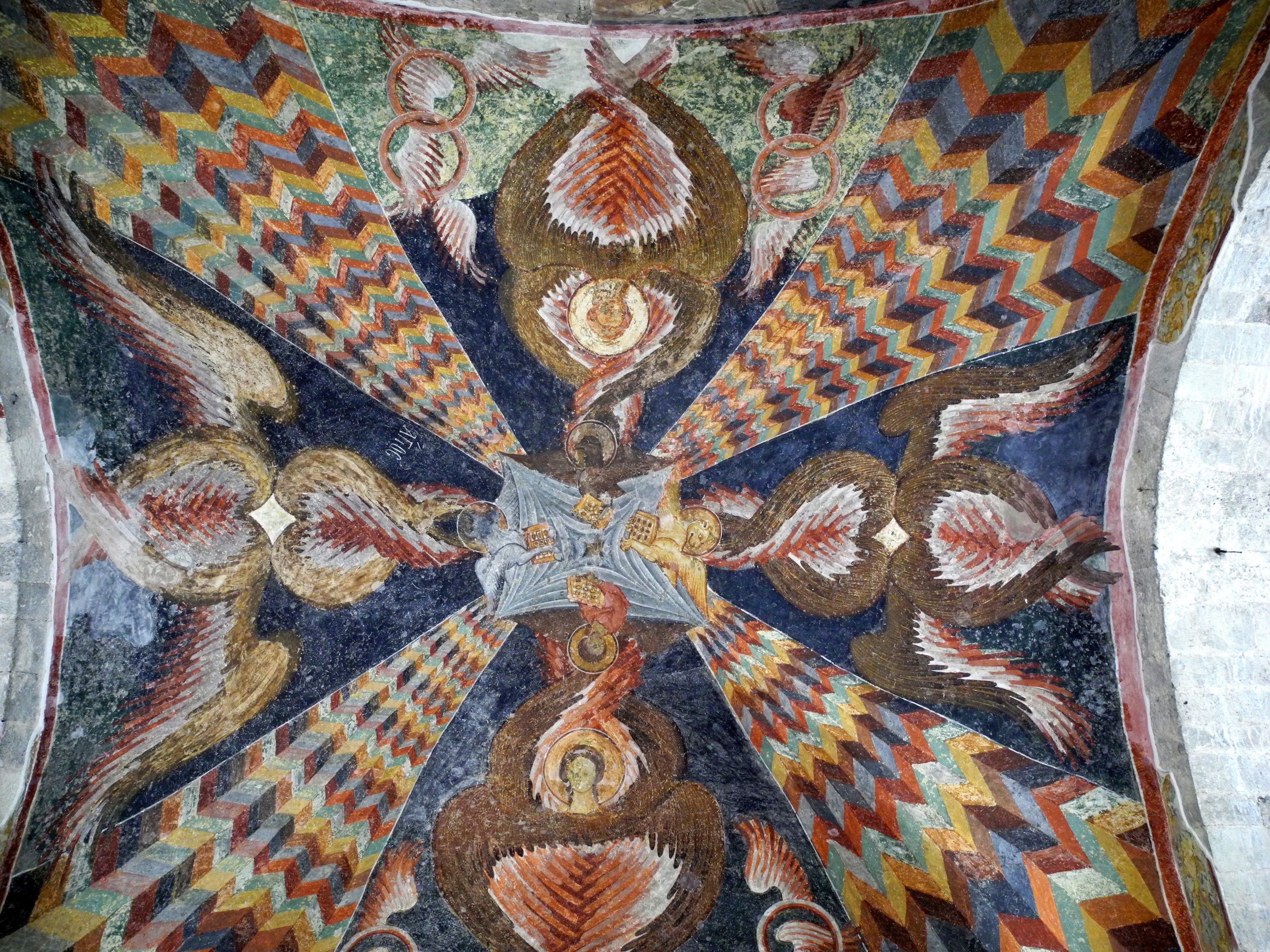
Evangelisten en engelen
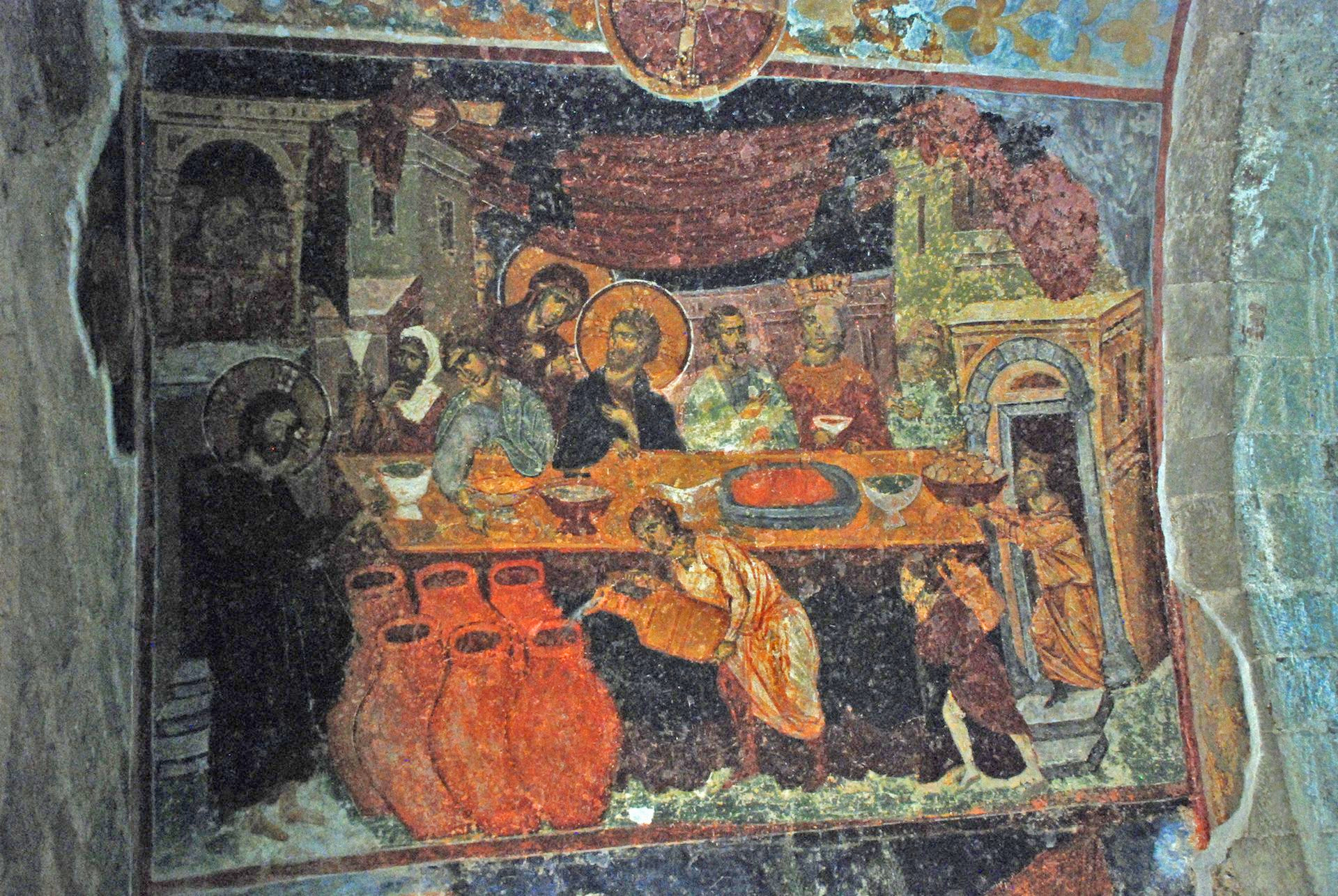
bruiloft van Kana
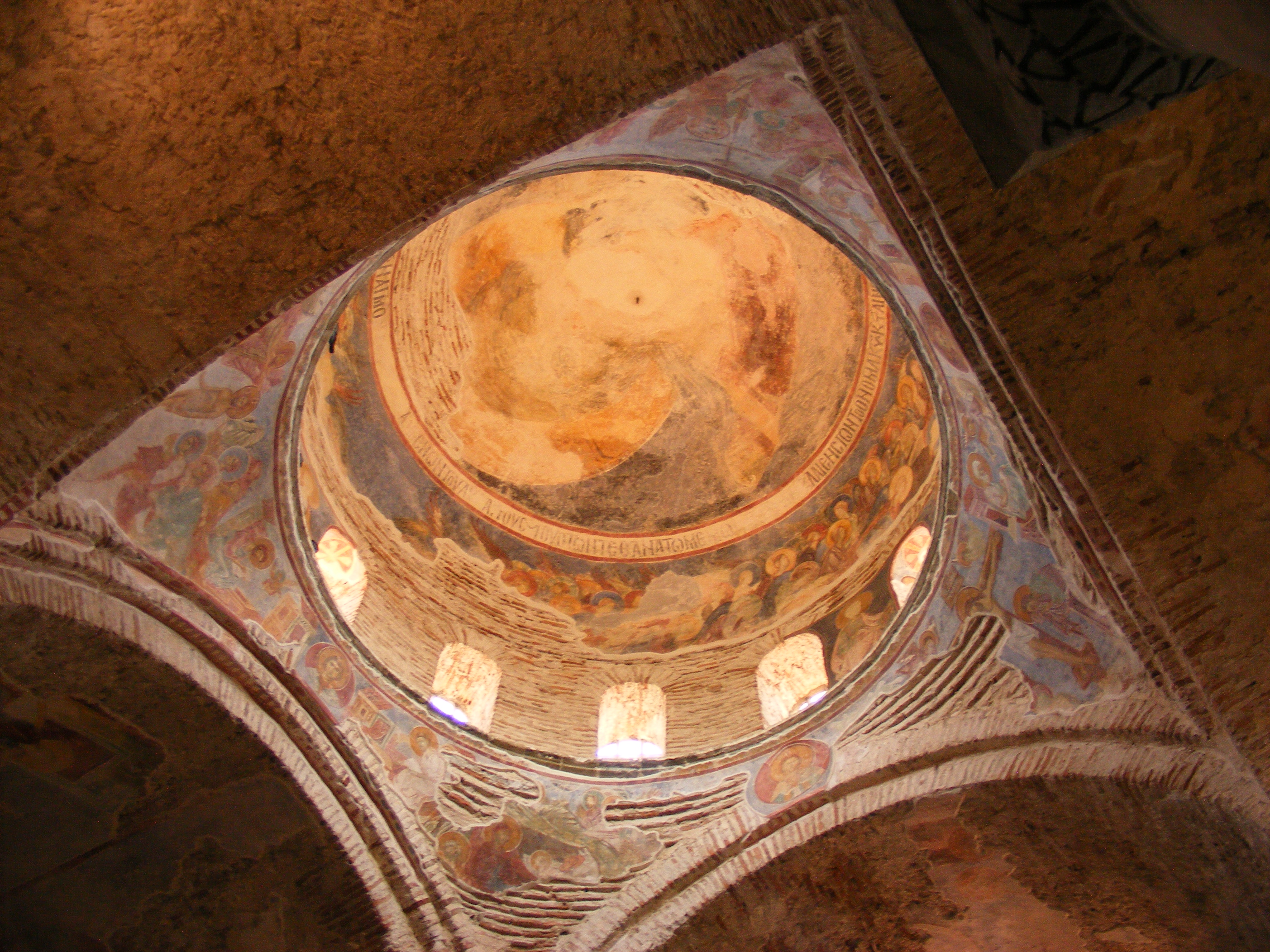
de koepel
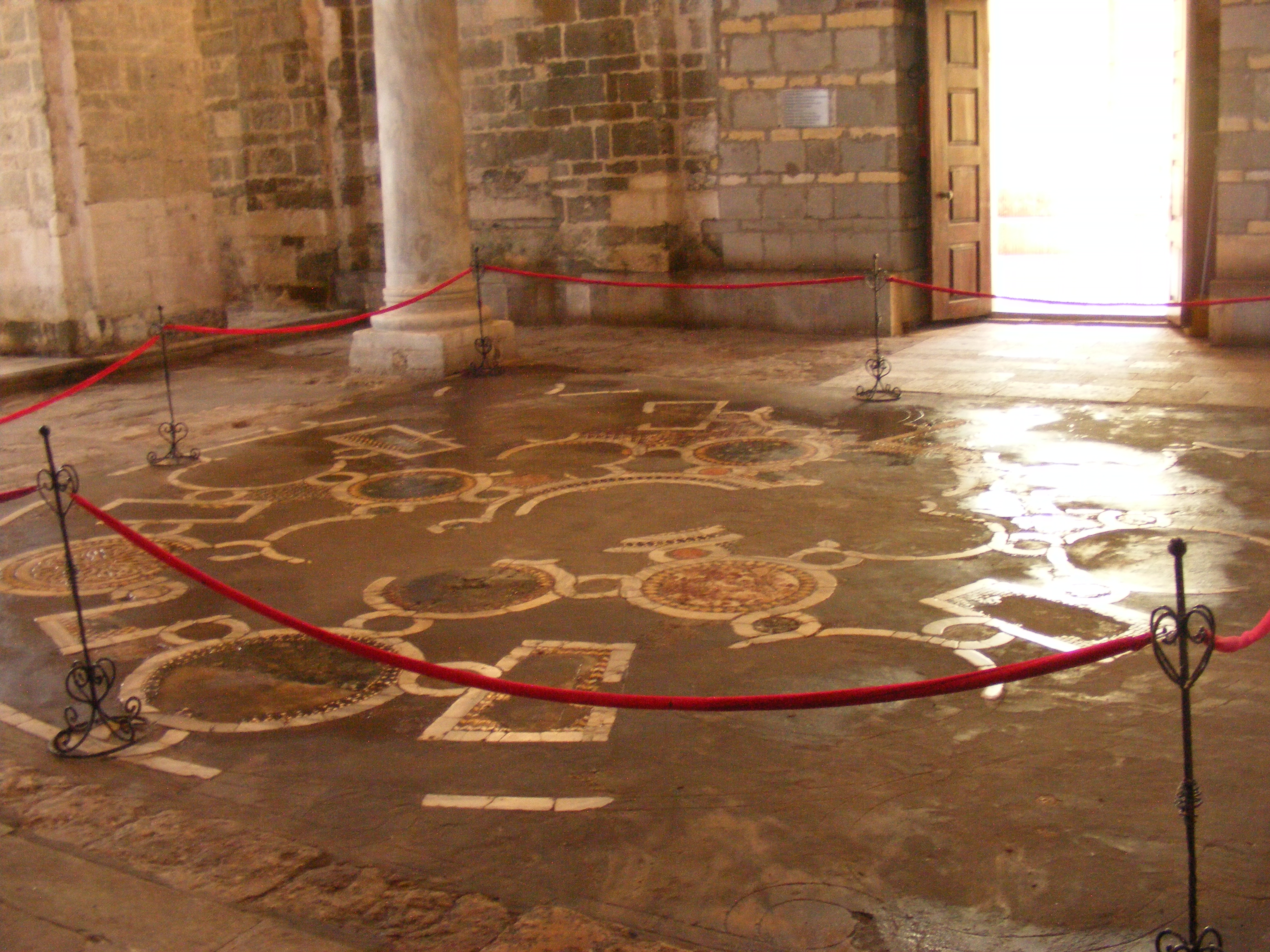
vloermozaïek